# Encyclia ionocentra
Encyclia ionocentra là một loài thực vật có hoa trong họ Lan. Loài này được Dressler mô tả khoa học đầu tiên.